# Chrysochloa hubbardiana
Chrysochloa hubbardiana là một loài thực vật có hoa trong họ Hòa thảo. Loài này được Germ. & Risop. mô tả khoa học đầu tiên năm 1952.